# Parafia wojskowa św. Jerzego w Białymstoku
Parafia wojskowa pw. św. Jerzego w Białymstoku – wojskowa rzymskokatolicka parafia należąca do Dekanatu Inspektoratu Wsparcia Sił Zbrojnych, Ordynariatu Polowego Wojska Polskiego (do roku 2012 parafia należała do Warszawskiego Dekanatu Wojskowego), znajdująca się na terenie dekanatu Białystok - Nowe Miasto, archidiecezji białostockiej, metropolii białostockiej.
W dniu 3 listopada 1993 r. została przywrócona parafia wojskowa w Białymstoku przez biskupa polowego Sławoja Leszka Głódzia i otrzymała ona tytuł św. Maksymiliana Marii Kolbego. Z dniem 1 grudnia 1997 r. nastąpiła zmiana tytułu parafii, która za patrona otrzymała św. Jerzego.

## Historia parafii wojskowej w Białymstoku
W okresie międzywojennym i kilka lat po drugiej wojnie światowej wojskowym kościołem parafialnym garnizonu Białystok była świątynia św. Stanisława BM. Parafia wojskowa ponownie została erygowana 3 listopada 1993 r. przez biskupa polowego Sławoja Leszka Głódzia i otrzymała tytuł św. Maksymiliana Marii Kolbego. Pierwszym jej proboszczem został ks. Marian Wydra, profesor Archidiecezjalnego Wyższego Seminarium Duchownego w Białymstoku.
Z tego kościoła parafialnego archidiecezji białostockiej, korzystała odrodzona parafia wojskowa. Nowy kapelan i proboszcz wojskowy ks. Tadeusz Pałuska w kwietniu 1997 r. urządził tymczasową kaplicę i kancelarię parafialną w baraku wojskowym przy ul. Kawaleryjskiej 70 i odtąd tam koncentrowało się duszpasterstwo wojskowe.
1 grudnia 1997 r. nastąpiła zmiana tytułu parafii, która jako patrona otrzymała św. Jerzego. W wyniku uzgodnień podjęto decyzję o adaptacji połowy budynku warsztatowego Wojskowej Administracji Koszar (nr 126) w kompleksie koszarowym białostockiej brygady. Wykonany przez architekta Andrzeja Poraszkę projekt został zaakceptowany przez biskupa polowego i zatwierdzony przez Rejonowy Zarząd Infrastruktury w Warszawie. Cała dokumentacja adaptacyjna została ukończona w październiku 1998 r.

## Obszar parafii
- garnizon Białystok

## Proboszczowie
Od chwili powołania parafii, jako proboszczowie pracowali w niej: 
- ks. kmdr por. Marian Wydra (1993–1996)
- ks. płk Tadeusz Pałuska (1996–2006)
- ks. ppłk Zbigniew Rećko (2006–2016)
- ks. ppłk Tomasz Paroń (2016–2018)
- ks. kmdr ppor. Bolesław Stanisław Leszczyński (od 2018)